# ساشا استرونین
ساشا استرونین (به انگلیسی: Sasha Strunin) خواننده لهستانی است.
او قبلاً عضو گروه د جت ست بود.